# 1971년 팬아메리칸 게임
1971년 팬아메리칸 게임은 1971년 7월 30일부터 8월 13일까지 콜롬비아의 칼리에서 열린 6번째 팬아메리칸 게임이다.

## 참가국
- 아르헨티나
- 바베이도스
- 벨리즈
- 버뮤다
- 볼리비아
- 브라질
- 캐나다
- 칠레
- 콜롬비아 (개최국)
- 코스타리카
- 쿠바
- 도미니카 공화국
- 에콰도르
- 엘살바도르
- 과테말라
- 가이아나
- 아이티
- 온두라스
- 자메이카
- 멕시코
- 네덜란드령 안틸레스
- 니카라과
- 파나마
- 파라과이
- 페루
- 푸에르토리코
- 수리남
- 트리니다드 토바고
- 우루과이
- 미국
- 베네수엘라
- 미국령 버진아일랜드

## 개최 종목
- 농구
- 다이빙
- 레슬링
- 배구
- 복싱
- 사이클
- 사격
- 수구
- 수영
- 싱크로나이즈드 스위밍
- 야구
- 역도
- 요트
- 유도
- 육상
- 조정
- 체조
- 축구
- 펜싱
- 필드하키

## 메달 집계
| 순위 | 국가                                            | 금메달 | 은메달 | 동메달 | 합계 |
| ---- | ----------------------------------------------- | ------ | ------ | ------ | ---- |
| 1    | 미국                                            | 105    | 73     | 40     | 218  |
| 2    | 쿠바                                            | 31     | 49     | 25     | 105  |
| 3    | 캐나다                                          | 19     | 20     | 41     | 80   |
| 4    | 브라질                                          | 9      | 7      | 14     | 30   |
| 5    | 멕시코                                          | 7      | 11     | 23     | 41   |
| 6    | 아르헨티나                                      | 6      | 4      | 12     | 22   |
| 7    | 콜롬비아                                        | 5      | 9      | 14     | 28   |
| 8    | 자메이카                                        | 4      | 3      | 4      | 11   |
| 9    | 푸에르토리코                                    | 2      | 4      | 7      | 13   |
| 10   | 베네수엘라                                      | 2      | 3      | 4      | 9    |
| 11   | 네덜란드령 안틸레스                             | 1      | 2      | 1      | 4    |
| 12   | 트리니다드 토바고                               | 1      | 1      | 5      | 7    |
| 13   | 파나마                                          | 1      | 1      | 4      | 6    |
| 14   | 에콰도르                                        | 1      | 0      | 2      | 3    |
| 15   | 과테말라                                        | 1      | 0      | 0      | 1    |
| 16   | 칠레                                            | 0      | 3      | 4      | 7    |
| 17   | 페루                                            | 0      | 1      | 4      | 5    |
| 17   | 우루과이                                        | 0      | 1      | 4      | 5    |
| 19   | {{bar{{{2}}}0\|{{{1}}}}}{{bar{{{3}}}\|{{{1}}}}} | 0      | 1      | 0      | 1    |
| 20   | 가이아나                                        | 0      | 0      | 1      | 1    |
| 합계 | 합계                                            | 195    | 193    | 209    | 597  |